# برونسون (آیووا)
برونسون (به انگلیسی: Bronson) شهری در ایالت آیووا کشور ایالات متحده آمریکا است که جمعیت آن در سرشماری سال ۲۰۱۰ میلادی، ۳۲۲ نفر بوده‌است.